# Mulao
Los mulao (chino: 仫佬族; pinyin: Mùlǎo zú) son una minoría étnica, una de las 56 oficialmente reconocidas por el gobierno de la República Popular China. Su población aproximada (2003) es de 207.000 habitantes que se concentran básicamente en la Región Autónoma Zhuang de Guangxi. Algunos grupos viven en los condados vecinos.

## Idioma
El idioma mulao pertenece a la rama de las lenguas kam-sui de la familia de las lenguas tai-kadai. Se trata de un idioma tonal compuesto por diez tonos distintos. Comparten un 65% de su léxico con el idioma de los dong y con el de los zhuang. 
Desde el periodo de la dinastía Ming se han utilizado los caracteres del chino para leer y escribir el idioma mulao. La mayoría de los mulao hablan también el chino y los idiomas zhuang y dong.

## Historia
Se cree que los mulao son los descendientes de las antiguas tribus de los ling y los liao que habitaron la región en tiempos de la dinastía Jin. Durante la dinastía Yuan, los mulao vivían en una sociedad feudal y abonaban una serie de tributos a la corte imperial dos veces al año.
Durante la dinastía Qing, los territorios poblados por los mulao sufrieron una división administrativa; las tierras se dividieron en dongs, unidades compuestas por 10 viviendas. Cada uno de estos dong tenía su propio jefe local, encargado de mantener el orden y de recaudar los impuestos. Los dong estaban generalmente formados por familias que compartían el mismo apellido.

## Cultura
Antiguamente, los matrimonios entre los mulao se acordaban por los padres, las nuevas esposas no convivían con sus maridos hasta el nacimiento de su primer hijo, momento en el que el matrimonio se trasladaba a un nuevo hogar.
Estos hogares suelen estar compuestos por tres habitaciones. Los animales se mantienen alejados de las viviendas familiares. Para la construcción de estas viviendas se utiliza el barro, mientras que los tejados suelen ser de ladrillo.
La vestimenta tradicional de los hombres mulao consiste en una chaqueta de grandes botones, pantalones anchos y sandalias de caña. Las chicas solteras se peinan con dos trenzas que se convierten en un moño en el momento en que contraen matrimonio.

## Religión
Aunque la religión ya no desempeña un papel principal en la vida diaria, tradicionalmente los mulao han sido animistas. Cada mes celebraban diversos festivales. El más importante de ellos era el festival Yifan, durante el que se realizaban diversos sacrificios de animales.
También se bailaban las danzas de los dragones y los leones, y los chamanes del poblado realizaban cánticos religiosos. Otro de los festivales de los mulao era el festival de las barcas de dragón que se celebraba el quinto día del quinto mes lunar. Durante esta celebración, los chamanes realizaban cánticos para asegurarse las buenas cosechas y expulsar a los insectos nocivos del poblado.
- Datos: Q868044